# Schwimm- und Sportverein Ulm 1846 Fußball
L'SSV Ulm 1846 Fußball (nom complet Schwimm- und Sportverein Ulm 1846 Fußball) és un club de futbol alemany de la ciutat d'Ulm a l'estat de Baden-Württemberg.

## Història
El club nasqué el 9 de març de 2009, en separar-se la secció de futbol del club SSV Ulm 1846, esdevenint entitat independent.

### Cronologia
- 1846: es funda el Turnerbund Ulm (TB Ulm).
- Anys 1850: es funda el Turnverein Ulm (TV Ulm).
- 1926: l'Ulmer Rasensportverein se separa del Turnerbund Ulm (TB Ulm).
- 1928: es funda l'1. Spiel- und Sportverein Ulm (1. SSV Ulm).
- 1939: fusió dels clubs Ulmer Fußballverein (FV Ulm), Ulmer Rasensportverein (RSV Ulm), Turnerbund Ulm (TB Ulm) i Turnverein Ulm (TV Ulm), per formar el TSG Ulm 1846
- 1968: el RSVgg Ulm ingressa dins del TSG Ulm 1846.
- 1970: fusió de 1. SSV Ulm i TSG 1846 per formar l'SSV Ulm 1846.
- 2009: es crea el SSV Ulm 1846 Fussball com a entitat independent.

### TSG Ulm 1846
El club jugà les competicions locals, abans d'ingressar a la Gauliga Württemberg el 1939-40, dins de la reorganització del futbol alemany del Tercer Reich del 1933. Després de la Guerra Mundial jugà a la Segona Divisió de l'Oberliga Süd (II) amb ascensos puntuals a la primera categoria. El 1963, amb la creació de la Bundesliga, el TSG Ulm 1846 entrà a la Regionalliga Süd (II), on romangué un parell de temporades, abans de baixar a les tercera i quarta categories.

### 1. SSV Ulm
El 1928 es fundà el club 1. Schwimm- und Sportverein Ulm, que després de dues temporades a la Bezirksliga Bayern, ingressà a la Gauliga Württemberg el 1933. Després de la Guerra jugà a tercera i quarta divisió. El 1970 s'uniren 1. SSV Ulm i TSG 1846 per formar l'SSV Ulm 1846.

### SSV Ulm 1846
En el moment de la fusió els dos clubs originals jugaven a la III Amateurliga Württemberg, romanent-hi durant una dècada. El 1980 ascendí a la 2. Bundesliga Süd, on hi jugà sis de les següents deu temporades. Després d'una nova dècada a l'Oberliga Baden-Württemberg i a la Regionalliga Süd, el club ascendí a la 2. Bundesliga i la temporada següent, després de finalitzar tercer, ascendí a la màxima categoria, la Bundesliga, on hi jugà la temporada 1999-2000. En finalitzar la temporada retornà a la Segona Divisió per la temporada 2000-01. Aquesta temporada el club tornà a descendir, però per problemes econòmics li fou denegada la llicència a la Regionalliga passant la temporada a la Verbandsliga Württemberg, i a continuació a la Oberliga Baden-Württemberg (2002-08) i Regionalliga Süd (2008-11).

### SSV Ulm 1846 Fußball
El 2009 es creà el SSV Ulm 1846 Fussball com a entitat independent del club SSV Ulm 1846. Aquest any, com a conseqüència d'un escàndol d'apostes en el futbol, el club expulsà tres jugadors presumptament implicats, Davor Kraljević, Marijo Marinović i Dinko Radojević. El gener de 2011 el club fou declarat insolvent i descendit a la Oberliga Baden-Württemberg per la temporada 2011-12. El club es proclamà campió de la categoria, per damunt del segon classificat VfR Mannheim i ascendí a la Regionalliga Südwest.

## Palmarès
- Campionat alemany amateur
  - 1996
- Regionalliga Süd
  - 1998
- Oberliga Baden-Württemberg
  - 1979, 1982, 1983, 1986, 1993, 1994, 2012
- Amateurliga Württemberg
  - 1946‡, 1950‡, 1955†, 1972, 1973, 1977, 1978

### Cup
- - Winners: (7) 1957†, 1982, 1983, 1992, 1994, 1995, 1997
- ‡ Guanyat pel TSG Ulm 1846.
- † Guanyat pel SSV Ulm.
- ¥ Guanyat per l'equip reserva.